# Djupgöl (Ekeberga socken, Småland)
Djupgöl är en sjö i Lessebo kommun i Småland och ingår i Lyckebyåns huvudavrinningsområde. Sjön har en area på 0,0901 kvadratkilometer och ligger 207 meter över havet. Sjön avvattnas av vattendraget Lyckebyån.

## Delavrinningsområde
Djupgöl ingår i det delavrinningsområde (630064-147597) som SMHI kallar för Utloppet av Djupgöl. Medelhöjden är 218 meter över havet och ytan är 1,06 kvadratkilometer. Räknas de 5 avrinningsområdena uppströms in blir den ackumulerade arean 32,33 kvadratkilometer. Avrinningsområdets utflöde Lyckebyån mynnar i havet. Avrinningsområdet består mestadels av skog (79 procent). Avrinningsområdet har 1,19 kvadratkilometer vattenytor vilket ger det en sjöprocent på 2,8 procent. Bebyggelsen i området täcker en yta av 1,5 kvadratkilometer eller 4 procent av avrinningsområdet.